# Li Lili
Li Lili (黎莉莉S, Lí LìlìP) (Pechino, 2 giugno 1915 – Pechino, 7 agosto 2005) è stata un'attrice e cantante cinese soprannominata la "Mae West cinese".

## Biografia
Li, nome di battesimo Qian ZhenZhen, nasce a Pechino, nel 1915. Il padre Qian Zhuangfei, fu un famoso agente segreto ed eroe del Partito Comunista Cinese. Nel 1927 si trasferisce a Shanghai, dove viene incoraggiata da suo padre ad unirsi alla China Song & Dance Troupe. Qian Jinhui, considerato uno dei padri della musica popolare cinese, era il conduttore della troupe e adottò Li come suo patrigno, da questo momento Qian cambiò il suo cognome in Li.
La troupe divenne molto popolare nella Shanghai degli anni '20. Li Lili, Wang Renmei, Xue Linguina e Hu Jia erano conosciute come le Quattro dive della Luna. La compagnia collaborò con la Lianhua Film Company, casa di produzione cinematografica, nel 1931. Li divenne così una attrice e personaggio di uno dei primi film di Sun Yu, Loving Blood of the Volcano (1932).

Sun Yu scrisse due film, Queen of Sports e The Big Road, con lei come attrice protagonista, mentre nel frattempo vinceva un'audizione grazie alla sua immagine alla moda e piena di energia, guadagnandosi il soprannome di "Sweet Sister".  Le riviste parlavano di lei come una persona interessata a libri e musica. Dal 1935 al 1937 la si vede impegnata come protagonista in più di otto film prodotti dalla Linhua Film Company.

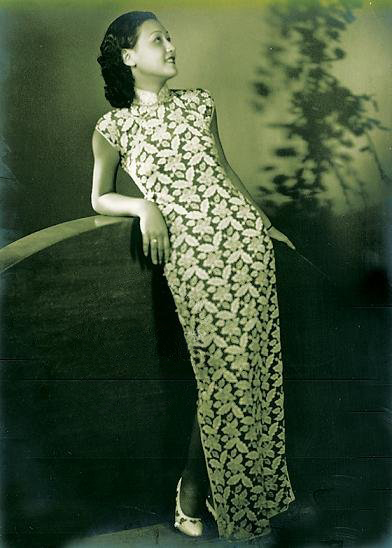
Li Lili in una foto degli anni '30

Li Lili, insieme a Wang Renmei e Xu Lai, sue ex college, sono state le prime stelle di ritrarre il prototipo energico, sano e sexy "ragazza di campagna", che divenne una delle figure più popolari del cinema cinese, poi riprese dal cinema di Hong Kong.
Dopo la guerra con il Giappone, scoppiata nel 1937, si unisce alla China Film Studio a Chongqing, capitale della Cina durante la guerra. Li conobbe il marito, Luo Jingyu, uno dei dirigenti dello studio cinematografico. Nel 1939, interpreta un ruolo in un film di Cai Chusheng, Orphan Island Paradise, ad Hong Kong.
Viaggiò negli Stati Uniti d'America nel 1946, per studiare recitazione alla Università Cattolica d'America a Washington, e linguaggio e canto alla Università della California a New York.
Tornò in Cina come attrice al alla Beijing Film Studio. Nel 1955, studia alla Beijing Film Academy, e più tardi al dipartimento di recitazione. Suo figlio, Luo Dan, si sposò con la figlia del maresciallo Ye Jianying, diventando uno dei dirigenti di Stato alla fine degli anni '70.
Durante la Rivoluzione Culturale, Li e suo marito vennero denunciati e torturati per ordine della moglie di Mao, Jiang Qing. Li dovette recitare con lei, ed essere eclissata da Jian Qing, in film come Blood on Wolf Mountain. Più tardi, Li disse alla sua famiglia che si rifiutò di denunciare chiunque per il torto subito; Luo, il marito, fu assassinato.
Nel 1991 le venne assegnato un Premio all'Onore dalla Accademia del Cinema Cinese.
Alla fine della sua vita Li Lili rimase l'ultima sopravvissuta dell'era delle star del cinema muto. Morì per un attacco di cuore all'Ospedale Xuanwu, Pechino, il 7 agosto 2005, all'età di 90 anni.

## Filmografia

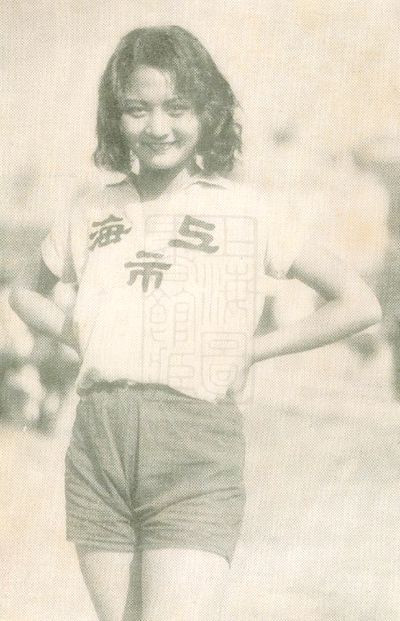
Li Lili nel 1934, durante il film Queen of Sports

- A Hero Hidden in Yansha Mountain (1926)
- Loving Blood of the Volcano (1932)
- Poetry Written on the Banana Leaf (1932)
- Little Toys (1933)
- Daybreak (1933)
- Queen of Sports (1934)
- The Big Road (The Highway) (1934)
- An Abandoned Woman (1935)
- National Customs (1935)
- Bloodshed on Wolf Mountain (1936)
- Return to Nature (1936)
- Vistas of Art 3: Song & Dance Class (1937)
- So Busy (1937)
- The Lost Pearl (1937)
- Symphony of Lianhua 6: Ghost (1937)
- Orphan Island Paradise (1939)
- Storm on the Border (1942)
- Circumvent Hua Mountain (1954)
- Fen River Flows On (1963)